# Мундяк Марія Миколаївна
Марія (Ірина) Миколаївна Мундяк (28 березня 1928, Львів — 1 жовтня 1958, Львів) — літературознавець-славіст, науковий співробітник Інституту суспільних наук АН УРСР. Дружина Михайла Мольнара.

## Життєпис
Народилася 28 березня 1928 року у Львові. Закінчила Львівський університет (1950) та аспірантуру Інституту літератури АН УРСР (Київ, 1953). Кандидат філологічних наук (1954). Від 1953 року – науковий співробітник відділу української літератури, від 1957 року – керівник новоствореного сектору славістики цього відділу Інституту суспільних наук АН УРСР (Львів). Досліджувала творчість І. Франка та українсько-чесько-словацькі літературні зв’язки .

## Творчість
Авторка праць «Оповідання і повісті Івана Франка з селянського життя як твори критичного реалізму» (1956); «Відзначення ювілею Івана Франка в Чехословаччині» (1956); «Ранні оповідання Олеся Гончара» (1957); «Франтішек Ржегорж і Україна» (1958); «Принцип реалізму і тенденційності літератури в естетичних поглядах Степана Тудора» (1959) .

## Вшанування
- вулиця Мундяк